# Ram Narayan
Ram Narayan (hindi: राम नारायण; IAST: Rām Nārāyaṇ) (Udaipur, 25 de dezembro de 1927 – 9 de novembro de 2024), comumente nomeado com o título de pandit, foi um músico indiano, considerado virtuoso na sarangi. Ele popularizou o instrumento na música clássica da Índia. Foi o primeiro instrumentista do sarangi que chegou a ser conhecido mundialmente.

## Vida
Narayan nasceu em Udaipur e aprendeu a tocar o sarangi como adolescente. Estudou com outros cantores, assim que músicos que tocavam o sarangi. Como adolescente trabalhou como um instrutor de músico. Trabalhou como acompanhante para vocalistas na All India Radio, em Lahore, em 1944. Mudou-se para Delhi depois da separação da Índia em 1947, e começou a querer ir para além do acompanhamento. Frustrado com as limitações do papel de acompanhamento, em 1949 viajou para Mumbai para trabalhar no cinema da Índia.
Depois de não ter êxito em 1954, Narayan conseguiu começar uma carreira solo em 1956, e depois parou de tocar como acompanhador musical. Começou a gravar álbuns solo e fazer turnês na America e na Europa na década de 1960. Narayan ensinou estudantes da Índia e de outros países, e deu concertos em muitos lugares no mundo até depois de 2000. Recebeu o Padma Vibhushan e o Padma Bhushan.

## Morte
Narayan morreu no dia 9 de novembro de 2024 aos 96 anos.

## Escritos
- Sorrell, Neil; Narayan, Ram (1980). Indian music in performance: a practical introduction. [S.l.]: Manchester University Press. ISBN 978-0-7190-0756-9
- Narayan, Ram (2009). एक सुर मेरा एक सारंगी का [A tune of mine, one of the sarangi] (em hindi). New Delhi: Kitabghar Prakashan. ISBN 978-81-907221-2-4